# گروه ارواح
گروه ارواح (به انگلیسی: Gang of Ghosts) فیلمی هندی در سبک کمدی و محصول سال ۲۰۱۴ میلادی است.